# Drogo af Hauteville
Drogo af Hauteville (født ca.1010, død 10. august 1051) var en normannisk ridder og eventyrer, der var med til at grundlægge Hauteville-slægtens magt i Syditalien. Han var en af Tancred af Hautevilles 12 sønner, og han tog til Italien omkring 1035 sammen med sin ældre bror Vilhelm, på opfordring af andre normanner, samlet omkring Rainulf Drengot, der var blevet greve af Aversa i 1030.

## Kriger i Syditalien
Lige som de øvrige nyankomne riddere stillede Drogo sig til tjeneste som lejesoldat for området forskellige herskere. I 1038 følte den byzantinske kejser sig stærk nok til at forsøge at generobre Sicilien fra araberne, og Drogo og Vilhelm var blandt de omkring 500 normanniske riddere, der blev hvervet til invasionshæren. I 1040 begyndte krigen at gå skævt. Invasionshæren havde gjort flere erobringer, men pengene var ved at slippe op, og det gav interne stridigheder. Normannernes talsmand var en lombardisk lejesoldat, Ardouin, der kunne tale græsk. Den byzantinske general Maniakes nægtede at udlevere bytte fra et slag til Ardouin, og lod ham i stedet piske. Det blev for meget for normannerne. De rejste tilbage til fastlandet sammen med de lombardiske lejetropper. En gruppe skandinaviske væringer, der ligeledes havde deltaget i krigen, drog også hjem, og i 1041 blev general Maniakes kaldt tilbage til Konstantinopel, hvorefter felttoget blev opgivet.
Tilbage på fastlandet var der i 1040 udbrudt endnu en af de jævnlige lombardiske opstande i Apulien, denne gang ledet af Argyrus, søn af den gamle oprører Melus af Bari. Oprørerne dræbte den byzantinske catapan (guvernør/vicekonge) og besatte flere større byer i området. En ny catapan kom til, og han fik forstærkninger i form af tropper fra hæren på Sicilien. Han udnævnte Ardouin til statholder i byen Melfi, men Ardouin sluttede sig snart efter til oprørerne og i 1041 gik han i gang med at hyre normanniske riddere. De fleste af normannerne var i tjeneste hos fyrst Guaimar af Salerno, og han gik med til at fritstille dem. Omkring 300 riddere blev hvervet, og aftalen var, at udbyttet af oprøret skulle deles mellem lombarderne og de 12 normanniske ledere, der også talte Drogo og Vilhelm. Den 17. marts 1041 tørnede de sammen med den byzantinske hær i slaget ved Olivento-floden. Der var gået 23 år siden de to parter sidst mødtes i slaget ved Cannae. Igen var normannerne og lombarderne i undertal, men denne gang vandt de. Catapanen udrustede straks en ny hær, og i maj udkæmpedes slaget ved Montemaggiore. Vilhelm var blevet valgt som leder af den normanniske del af hæren, og i spidsen for ridderne sikrede han oprørerne, der igen var i undertal, en knusende sejr. Så udnævnte den byzantinske kejser en ny catapan, Boioannes, søn af den Boioannes, der havde slået normannerne ved Cannae. I september 1041 kæmpede hans hær mod oprørerne ved Montepeloso (det nuværende Irsina), og igen blev slaget afgjort af de normanniske riddere. Boioannes blev taget til fange og byzantinerne måtte betale en løsesum for at få ham frigivet.

## Greve af Venosa
I sommeren 1041 var Ardouin forsvundet ud af billedet, og ved Montepeloso blev oprørshæren ledet af Atenulf, der tilhørte den lombardiske fyrstefamilie i Benevento. Atenulfs lederskab holdt ikke. Han stak løsesummen for Boioannes i sin egen lomme, og blev derfor smidt ud af hæren og afløst af Argyrus, der havde startet oprøret. Byzantinerne vovede ikke længere at møde normannerne på slagmarken og gik i stedet i gang med et politisk spil. Argyrus blev bestukket til at skifte side, han blev den nye catapan, og oprøret (og dermed normannernes levebrød) truede med at bryde sammen. I den situation mødtes de normanniske ledere i Matera i efteråret 1042. De valgte at føre oprøret videre – nu som et rent normannisk erobringsprojekt – og som deres leder valgte de Vilhelm Jernarm. De udnævnte ham til greve af Apulien, en noget prætentiøs titel i betragtning af, at de kun regerede over en lille del af landet. I foråret 1043 mødtes de 12 normanniske ledere i Melfi, der var den vigtigste by i det normanniske Apulien, og delte Apulien mellem sig. Der var nogle få reelle grevskaber, og ellers et antal grevskaber og baronier, de selv måtte ud at erobre, altså "på forventet efterbevilling". Den typiske fremgangsmåde var at bygge en borg i det område, man ønskede at kontrollere, og det var dermed normannerne, der indførte borgbygning som en integreret del af styreformen i Syditalien. Drogos andel af byttet blev området omkring byen Venosa, sydøst for Melfi, og titlen som greve af Venosa.
De følgende år (1044-45) hjalp han Vilhelm med at udbygge positionen i Apulien, og deltog blandt andet i erobringen af Bovino, der ligger nordvest for Melfi.

## Greve af Apulien og Calabrien
Da Vilhelm døde i 1046, var det ikke en given sag, at titlen som greve skulle blive i Hauteville-familien. Normannerne så på hinanden som ligemænd, og Vilhelm blev betragtet som en naturlig leder, men ikke en del af et dynasti. Vilhelms fjerne slægtninge Guthier og Pierre havde også været blandt de 12 normanniske ledere, og specielt Pierre (Peter) havde også gjort det godt. Han havde fået titlen som greve af Trani, og selv om han ikke havde held til at erobre selve byen, kontrollerede han hele området omkring den, og var dermed rig og betydningsfuld. Vilhelm havde ønsket Drogo som sin efterfølger, og Drogo fik også støtte fra fyrst Guaimar af Salerno, der gennem årene havde været en god arbejdsgiver for mange normanniske riddere. Drogo var ikke så stor en kriger som sin bror, men han var en dygtig politiker. Peter af Trani havnede i fængsel på et kritisk tidspunkt, og Drogo blev valgt. Men de næste 40 år var der ondt blod mellem Hauteville-slægten og greverne af Trani.
En af Drogos første politiske bedrifter var at forlige Rainulf Trincanocte, greven af Aversa med Guaimar, som han var kommet på kant med. Senere i 1046 genoptog han krigen i Apulien, og besejrede catapanen i nærheden af Taranto. Hans bror Humfred, der netop var ankommet fra Normandiet, fik gennemtvunget en aftale med byen Bari. I 1047 kom kejser Henrik 3. til Italien, blandt andet for at indsætte en ny pave, men også for at forsøge at ordne forholdene i Syditalien. Henrik holdt hof i Capua, og der besluttede han, at Pandulf af Capua skulle have sit fyrstedømme tilbage, på bekostning af Guaimar, der ellers havde erobret det. Guaimar blev yderligere desavoueret i kraft af, at Rainulf af Aversa og Drogo af Apulien nu blev anerkendt som fyrster direkte under kejseren, i stedet for under Guaimar. Det var en stor begivenhed for normannerne og formentlig en del af en (fejlslagen) plan hos kejseren om at bevare kontrollen i Syditalien ved at spille de gamle forbundsfæller ud mod hinanden. Henrik 3. vidste udmærket, at normannerne kun kontrollerede en lille del af Apulien, så Drogos officielle titel blev det svulstige "Hertug og mester af Italien" samt det mere nøgterne "greve for normannerne i Apulien og Calabrien" (Dux et magister Italiae comesque Normannorum totius Apuliae et Calabriae).
Drogo fortsatte sin alliance med Guaimar, og markerede det ved at indgå ægteskab med fyrstens datter, samt ved at støtte ham i skærmydslerne med Pandulf. Omkring 1047 ankom hans halvbror Robert Guiscard fra Normandiet og året før var Richard Drengot kommet. De to unge brushoveder skabte så meget uro i grevskabet, at Drogo var nødt til at sende Robert væk fra sit hof og sætte Richard i fængsel. I 1048 anførte Drogo et felttog til Calabrien, og erobrede en del land. Han fik Robert anbragt i en borg ved Scribla, hvorfra den unge mand kunne beskytte adgangen til Calabrien, og hvor han i øvrigt var gemt godt af vejen i en fattig, malariaplaget egn.
I 1050 hjalp han Guaimar med at bekæmpe et oprør iværksat af en vis Guillaume Barbote. Året efter blev problemerne større. De selvbevidste og virkelystne normanniske riddere i området havde travlt med at erobre land og plyndre i Abruzzo og i andre af de områder, der hørte under fyrstehuset i Benevento. Problemet var, at Benevento nu tilhørte pavestaten, så i 1051 måtte både Guaimar og Drogo stå skoleret i Rom og love Leo 9. bod og bedring. Plyndringerne fortsatte imidlertid, og Drogo nåede ikke at formilde paven, for en måned efter blev han myrdet. Drabsmanden blev selv dræbt med det samme, så der var en del spekulationer omkring hans arbejdsgivers identitet. Det viste sig snart, at flere andre normanniske ledere var blevet myrdet på samme tid, og mistanken samlede sig hurtigt om lombarderen Argyrus, der nu var byzantinsk catapan i Apulien, og en svoren fjende af normannerne.
Drogos søn Richard, født ca. 1045, deltog senere i det første korstog, og fungerede 1104-1108 som regent i Edessa (Şanlıurfa), mens grev Bohemund af Edessa sad i fangenskab hos seljuk tyrkerne.

## Eksterne links
- History of the Norman World Arkiveret 9. januar 2006 hos  Wayback Machine.
- Leeds Medieval History Texts in Translation.Arkiveret 31. august 2011 hos  Wayback Machine

| Efterfulgte: Vilhelm Jernarm | Grever af Apulien og Calabrien 1046 – 1051 | Efterfulgtes af: Humfred af Hauteville |